# Ankily
Ankily est une ville et une commune rurale (Kaominina) située dans la région d'Ihorombe (province de Fianarantsoa), dans le sud de Madagascar.

## Économie
Les ressources agricoles sont les rizières, la culture de manioc, de maïs, de haricots et d'arachides.